# Doraemon (videogioco 1986)
Doraemon (ドラえもん?, Doraemon) è un videogioco del 1986 sviluppato e pubblicato dalla Hudson Soft per Nintendo Family Computer esclusivamente in Giappone. È ispirato al celebre manga Doraemon di Fujiko F. Fujio. Nel 1986 è stato il decimo videogioco più venduto per Famicom, con circa 1.150.000 cartucce vendute. È il terzo titolo di Doraemon ad essere stato pubblicato dopo i precedenti videogiochi usciti per Arcadia 2001 e per Epoch Cassette Vision. Il videogioco è interamente giocabile anche da chi non conosce la lingua giapponese.